# Sphegocephala castaneiceps
Sphegocephala castaneiceps är en biart som först beskrevs av Raymond Benoist 1964.  Sphegocephala castaneiceps ingår i släktet Sphegocephala och familjen vägbin. Inga underarter finns listade i Catalogue of Life.